# Helmut Hasse

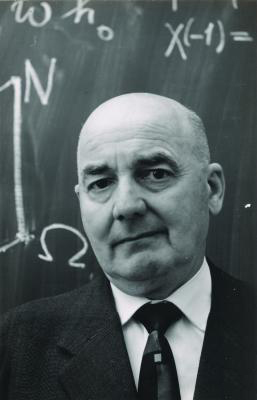
Helmut Hasse, 1898-1979

Helmut Hasse (Kassel, 25 augustus 1898 – Ahrensburg, 26 december 1979) was een Duitse wiskundige die met name actief was op het gebied van de algebraïsche getaltheorie. Hij geldt als een van de leidende algebraïsten en getaltheoretici in de periode van het interbellum. Met name is hij bekend vanwege zijn fundamentele bijdrages aan de klassenveldtheorie en de toepassing van {\displaystyle p}-adische getallen in de lokale klasseveldtheorie en de diofantische meetkunde (principe van Hasse) en in lokale zetafuncties.

## Leven

### Afkomst, middelbare school en Kaiserliche Marine
Net zoals Dirichlet, Ernst Kummer en zijn toekomstige mentor Kurt Hensel was Hasse een verre verwant van de componist Felix Mendelssohn Bartholdy. Zijn vader was een rechter. Zijn moeder was in het Amerikaanse Milwaukee geboren, maar leefde vanaf haar vijfde jaar in Kassel. Hasse bezocht eerst in Kassel en vanaf 1913 in Berlijn (Fichte-Gymnasium) de middelbare school. Na in 1915 een noodexamen ("Notabitur") te hebben afgelegd, sloot hij reeds in 1915 zijn middelbareschoolcarrière af om direct daarna vrijwillig dienst te nemen in de Kaiserliche Marine. Vanaf de herfst van 1917 was hij in Kiel gelegerd. Dit bood hem de gelegenheid om colleges van Otto Toeplitz bij te wonen.

### Studiejaren
Vanaf 1918 studeerde hij wiskunde aan de Universiteit van Göttingen, waar hij onder meer college volgde bij Edmund Landau, David Hilbert, Emmy Noether (wier colleges hij aanvankelijk totaal onbegrijpelijk vond) en Erich Hecke (wiens heldere stijl hij bewonderde). In 1920 - Hecke was intussen naar Hamburg vertrokken - wisselde Hasse naar Marburg, waar hij onder Kurt Hensel verder studeerde.
In 1921 schreef hij zijn dissertatie. Na zijn afstuderen werkte hij aan de Universiteiten van Kiel, Halle en Marburg.

### Nazitijd
Na de „Machtergreifung“ door de Nazi's hoorde Hasse op 11 november 1933 tot de ondertekenaars van de adhesiebetuiging van Duitse professoren aan Adolf Hitler. In 1934 werd hij in Göttingen de opvolger van Hermann Weyl, die vanwege zijn politieke overtuigingen en vanwege het feit dat hij een Joodse vrouw had, gedwongen werd te emigreren.
Gedurende de periode van het nationaalsocialisme vocht hij als bestuurslid van de DMV een machtsstrijd uit met Ludwig Bieberbach. Hasse wou de onafhankelijkheid van de DMV te bewaren. Het ging hem er vooral om het prestige van de Duitse wiskunde in het buitenland te behouden. In zijn tijd in Göttingen probeerde hij het prestigeverlies als gevolg van de verdrijving van Joodse en antinazi professoren zoveel mogelijk te beperken. Hij deed dit door hoge eisen te stellen aan het wetenschappelijke werk op zijn instituut.
Zoals vele andere voormalige leden van de voormalige keizerlijke marine stond Hasse in het politieke spectrum aan de uiterst rechtse kant. Hij was een Duitse nationalist pur sang. Volgens een bewaard gebleven kartotheek van het rijksministerie voor Wetenschap, was hij sinds 1932 of sinds 1938 lid van de NSDAP. Volgens zijn denazificatie-documenten werd dit lidmaatschap hem in 1938 echter geweigerd, aangezien hij ook Joodse voorouders had. In de begronding voor deze weigering stond dat men met een beslissing tot na de Tweede Wereldoorlog zou wachten. Tijdens de oorlog deed hij in Berlijn voor de Kriegsmarine onderzoek op het gebied van de ballistiek. In de laatste dagen van de oorlog probeerde hij zich nog als vrijwilliger voor het front aan te melden.

### Na de Tweede Wereldoorlog
Onmiddellijk na de oorlog keerde hij kort terug naar Göttingen, maar daar werd hij op last van de Britse autoriteiten al snel van zijn leerstoel ontheven. In plaats Hasse daarvan ging hij naar Berlijn (Oost), waar hij vanaf 1946 eerst aan de Duitse Academie van Wetenschappen in Berlijn en later aan de Humboldt Universiteit verbonden was.

Toen hij in 1948 voor het eerst weer doceerde in Berlijn trok hij een groot publiek. In zijn eerste officiële college vergeleek hij de esthetische principes die werkzaam zijn in de muziek met die in de getaltheorie. De meeste van zijn voorbeelden uit de muziek kwamen uit de late pianosonates van Ludwig van Beethoven, die hij als fervent pianospeler jarenlang had bestudeerd. Ik was toen net aan mijn studie wiskunde en dit college maakte op mij een blijvende indruk; het bepaalde in feite het verdere verloop van mijn studies.

In 1949 werd hij aan de Humboldt Universiteit tot hoogleraar benoemd. In deze periode schreef hij zijn monografie, Über die Klassenzahl abelscher Zahlkörper en zijn boek, Zahlentheorie over getaltheorie. In 1950 werd Hasse aan de universiteit van Hamburg beroepen. Aan dit instituut zou hij tot zijn emeritaat in 1966 verbonden blijven.

## Werk
In 1921 schreef hij zijn dissertatie. Hierin poneerde hij voor het eerst de stelling, die nu de stelling van Hasse-Minkowski wordt genoemd. Deze stelling gaat over kwadratische vormen over getallenlichamen.
Hij werkte samen met vele wiskundigen; in het bijzonder met Emmy Noether en Richard Brauer over enkelvoudige algebra's; en met Harold Davenport over Gauss-sommen (Hasse-Davenport-relaties).
Van 1929 tot 1972 was Hasse redacteur van het wiskundige vaktijdschrift Journal für die reine und angewandte Mathematik (Crelle's Journal).

## Voetnoten
1. ↑  Ernst Klee: Das Personenlexikon zum Dritten Reich. Wer war was vor und nach 1945. Fischer Taschenbuch Verlag, tweede geactualiseerde oplage, Frankfurt am Main 2005, blz. 230
2. ↑  Volker Remmert, Die DMV im „Dritten Reich“, Mitteilungen DMV 2004
3. ↑  Harry Waibel: Diener vieler Herren : Ehemalige NS-Funktionäre in der SBZ/DDR. Lang, Frankfurt am Main, 2011, ISBN 978-3-631-63542-1, blz. 123e.v
4. ↑  Saunders MacLane, Mathematics in Göttingen under the Nazis, Notices AMS, 1995, geciteerd door Martin Kneser.
5. ↑  H.W. Leopoldt, Obituary: Helmut Hasse (August 25, 1898-December 26, 1979), Journal of Number Theory 14 (1) (1982), blz. 118-120.